# Llista de flors estatals
La llista de flors estatals o emblemes florals estatals és una llista que recull aquelles flors que han rebut la distinció de nacional per diferents estats del món. La llista ha estat creada a partir de la informació obtinguda dels Jardins Botànics Nacionals d'Austràlia (Australian National Botanic Gardens), organisme depenent de la Direcció de Parcs Nacionals del Govern d'Austràlia i la publicació Emblemes biològics oficials del món (Official Biological Emblems of the World) de la Universitat Nacional de Singapur.
Algunes flors considerades popularment com a nacionals no apareixen a la llista en no tenir un caràcter oficial ni aparèixer llistades en decrets, lleis o altres fonts governamentals. En són exemples el clavell (Espanya); la ginesta (Catalunya); la tulipa (Afganistan) o la cal·la (Etiòpia), que no es troben aquest article en no ser flors nacionals o emblemes florals oficials. Sí que s'han recollit algunes flors que malgrat no tenir un reconeixement oficial explícit en forma de llei o declaració, tenen un cert reconeixement oficial com a emblema nacional, ja sigui perquè formen part de l'escut nacional, bandera o d'altres formes de reconeixement com a emblemes nacionals de facto.
La llista conté el nom del país, el tipus de distinció de la flor (flor nacional, flor i arbre nacional, emblema nacional...), el nom comú en català (si en té); una imatge representativa, el nom que rebé en la declaració (pot tractar-se d'una nomenclatura científica obsoleta si es tracta d'una declaració antiga), el nom científic actual, la família, la data de declaració i les referències. La llista està ordenada alfabèticament pel nom dels estats.
| País                           | Tipus                                                           | Nom comú català         | Nom en la declaració                                                                                        | Nom científic                                            | Imatge                                    | Família         | Data de declaració                                                                        |
| ------------------------------ | --------------------------------------------------------------- | ----------------------- | --- | -------------------------------------------------------- | ----------------------------------------- | --------------- | ----------------------------------------------------------------------------------------- |
| Antigua i Barbuda              | Flor nacional                                                   | Agave d'Antigua         | Agave karatto Miller (Dagger Log's)                                                                         | Agave karatto Miller                                     |                                           | Asparagaceae    | Desconeguda                                                                               |
| Argentina                      | Flor nacional i arbre                                           | Eritrina cresta de gall | Erythrina crista-galli (Ceibo)                                                                              | Erythrina crista-galli                                   |                                           | Leguminosae     | 23 de desembre de 1942                                                                    |
| Austràlia                      | Flor nacional                                                   |                         | Acacia pycnantha Benth. (Golden Wattle)                                                                     | Acacia pycnantha Benth.                                  |                                           | Leguminosae     | 1 de setembre de 1988                                                                     |
| Bahames                        | Flor nacional                                                   | Pluja d'or, saüc groc   | Tecoma stans (The Yellow Elder)                                                                             | Tecoma stans                                             |                                           | Bignoniaceae    | 1973-1974                                                                                 |
| Bangladesh                     | Flor nacional                                                   |                         | Nymphaea nouchali (Shapla)                                                                                  | Nymphaea nouchali Burm.                                  |                                           | Nymphaeaceae    | 4 de novembre de 1972                                                                     |
| Barbados                       | Flor nacional                                                   |                         | Poinciana pulcherrima (Caesalpinia pulcherrima, sinònim) (Pride of Barbados, Dwarf Poinciana, Flower Fence) | Caesalpinia pulcherrima                                  |                                           | Leguminosae     | Desconeguda                                                                               |
| Belize                         | Flor nacional                                                   |                         | Encyclia cochleatum (Black Orchid)                                                                          | Prosthechea cochleata (anteriorment Encyclia cochleatum) |                                           | Orchidaceae     | Abans de l'agost de 1981                                                                  |
| Bhutan                         | Flor nacional                                                   |                         | Meconopsis gakyidiana (Udpel Metok)                                                                         | Meconopsis gakyidiana                                    |                                           | Papaveraceae    | 2008                                                                                      |
| Birmània                       | Flora nacional                                                  |                         | Pterocarpus macrocarpus (Padauk)                                                                            | Pterocarpus macrocarpus                                  |                                           | Leguminosae     | 18 de desembre de 2008                                                                    |
| Birmània                       | Flora nacional                                                  |                         | Bulbophyllum auricomum (Tha zin pan, orquídia Thazin)                                                       | Bulbophyllum auricomum                                   |                                           | Orchidaceae     | 18 de desembre de 2008                                                                    |
| Bolívia                        | Flor nacional                                                   |                         | Kantuta | Cantua buxifolia                                         |                                           | Polemoniaceae   | Desconeguda                                                                               |
| Bolívia                        | Flor nacional                                                   |                         | Patuju | Heliconia rostrata                                       |                                           | Heliconiaceae   | 27 d'abril de 1990                                                                        |
| Brunei                         | Flor nacional                                                   |                         | Simpor | Dillenia Suffruticosa                                    |                                           | Dilleniales     | Desconeguda                                                                               |
| Cambodja                       | Flor nacional                                                   |                         | Mitrella mesnyi (រំដួល; Rumduŏl)                                                                              | Sphaerocoryne affinis                                    |                                           | Annonaceae      | 21 de març de 2005                                                                        |
| Colòmbia                       | Flor nacional                                                   |                         | Cattleya trianae (Flor de mayo, Lirio de mayo)                                                              | Cattleya trianae                                         |                                           | Orchidaceae     | 1936                                                                                      |
| Corea del Nord                 | Flor nacional                                                   | Magnòlia de Siebold     | Magnolia sieboldii (Mokran)                                                                                 | Magnolia sieboldii                                       |                                           | Magnoliaceae    | Desconeguda                                                                               |
| Corea del Sud                  | Flor nacional                                                   | Hibisc de Síria         | Hibiscus syriacus (Mugunghwa)                                                                               | Hibiscus syriacus                                        |                                           | Malvaceae       | Desconegut                                                                                |
| Costa Rica                     | Flor nacional                                                   |                         | Guarianthe skinneri (Guaria morada)                                                                         | Guarianthe skinneri                                      |                                           | Orchidaceae     | 15 de juny de 1939                                                                        |
| Croàcia                        | Flor nacional                                                   |                         | Iris croatica (Perunika)                                                                                    | Iris croatica                                            |                                           | Iridaceae       | 2002                                                                                      |
| Cuba                           | Flor nacional                                                   |                         | Hedychium coronarium (La Mariposa Blanca)                                                                   | Hedychium coronarium                                     |                                           | Zingiberaceae   | 13 d'octubre de 1936                                                                      |
| Dominica                       | Flor nacional                                                   |                         | Sabinea carinalis (Carib Wood, ‘Bwa Kwaib’)                                                                 | Poitea carinalis                                         |                                           | Leguminosae     | 31 d'octubre de 1978                                                                      |
| Dominicana, República          | Flor nacional                                                   |                         | Pereskia quisqueyana (Rosa de Bayahibe)                                                                     | Pereskia quisqueyana                                     |                                           | Cactaceae       | 12 Jul 2011                                                                               |
| Estats Units d'Amèrica         | Flor nacional                                                   | Rosa                    | Rosa | Gènere Rosa                                              |                                           | Rosaceae        | 26 de novembre de 1986                                                                    |
| Fiji                           | Flor nacional                                                   |                         | Medinilla waterhousei (Tagimaucia)                                                                          | Medinilla waterhousei                                    |                                           | Melastomataceae | Desconeguda                                                                               |
| Filipines                      | Flor nacional                                                   |                         | Jasminum sambac (Sampaguita)                                                                                | Jasminum sambac                                          |                                           | Oleaceae        | 1 de febrer de 1934                                                                       |
| Filipines                      | Flor nacional                                                   |                         | Queen of Philippine's Orchids (La Reina de les Orquídies de les Filipines) i Orquídia Waling-Waling.        | Vanda sanderiana                                         |                                           | Orchidaceae     | Octubre de 2012                                                                           |
| Finlàndia                      | Emblema natural/símbol nacional                                 | Muguet                  | Convallaria majalis (Kielo)                                                                                 | Convallaria majalis                                      |                                           | Asparagaceae    | 1967                                                                                      |
| Grenada                        | Flor nacional                                                   | Buguenvíl·lea           | Bougainvillea glabra, Bougainvillea spectabilis (Bougainvillea)                                             | Bougainvillea glabra, Bougainvillea spectabilis          |                                           | Nyctaginaceae   | Desconegut                                                                                |
| Guatemala                      | Flor nacional                                                   |                         | Lycaste skinnery var. alba (Monja Blanca)                                                                   | Lycaste skinneri                                         |                                           | Orchidaceae     | 11 de febrer de 1934                                                                      |
| Guyana                         | Flor nacional                                                   |                         | Victoria Regina                                                                                             | Victoria amazonica                                       |                                           | Nymphaeaceae    | 25 de febrer de 1966                                                                      |
| Hondures                       | Flor nacional                                                   |                         | Brassavola digbiana (Orquídea de la Virgen)                                                                 | Rhyncholaelia digbyana                                   |                                           | Orchidaceae     | 25 de novembre de 1969                                                                    |
| Islàndia                       | Flor nacional                                                   | Rosa de roca            | Dryas octopetala (Holtasóley)                                                                               | Dryas octopetala                                         |                                           | Rosaceae        | 2 de juny de 2006                                                                         |
| Índia                          | Flor nacional                                                   | Lotus de l'Índia        | Nelumbo nucifera (Lotus)                                                                                    | Nelumbo nucifera                                         |                                           | Nelumbonaceae   | 26 de gener de 1950                                                                       |
| Indonèsia                      | Flor nacional                                                   |                         | Jasminum sambac (Melati)                                                                                    | Jasminum sambac                                          |                                           | Oleaceae        | 5 de juny de 1990                                                                         |
| Indonèsia                      | Flor nacional                                                   |                         | Phalaenopsis amabilis (Anggrek Bulan)                                                                       | Phalaenopsis amabilis                                    |                                           | Orchidaceae     | Desconeguda                                                                               |
| Indonèsia                      | Flor nacional                                                   |                         | Rafflesia arnoldii (Padma Raksasa)                                                                          | Rafflesia arnoldii                                       |                                           | Rafflesiaceae   | Desconeguda                                                                               |
| Jamaica                        | Símbol                                                          | Guaiac                  | Guaiacum officinale (Lignum vitae)                                                                          | Guaiacum officinale                                      |                                           | Zygophyllaceae  | 28 de març de 1962                                                                        |
| Jordània                       | Flor nacional                                                   |                         | Iris nigricans                                                                                              | Iris nigricans                                           |                                           | Iridaceae       | Desconeguda                                                                               |
| Kuwait                         | Flor nacional                                                   |                         | Rhanterium epapposum (Arfaj o Al-arfaj)                                                                     | Rhanterium epapposum                                     |                                           | Compositae      | 1983                                                                                      |
| Laos                           | Flor nacional                                                   | Frangipani              | Plumeria (Dok Champa)                                                                                       | Plumeria (gènere)                                        |                                           | Apocynaceae     | Desconeguda                                                                               |
| Letònia                        | Flor nacional                                                   | Margarida de prat       | Leucanthemum vulgare (Pīpene, Margrietiņa, Parastā pīpene)                                                  | Leucanthemum vulgare                                     |                                           | Compositae      | Desconeguda                                                                               |
| Malàisia                       | Flor nacional                                                   |                         | Hibiscus rosa-sinensis (Bunga Raya)                                                                         | Hibiscus rosa-sinensis                                   |                                           | Malvaceae       | 28 de juliol de 1960                                                                      |
| Maldives                       | Flor nacional                                                   |                         | Polyanthes (Finifenmaa)                                                                                     | Polyanthes                                               |                                           | Rosaceae        | 25 de juliol de 1985                                                                      |
| Maurici                        | Flor nacional                                                   |                         | Trochetia boutoniana (Boucle d'Oreille)                                                                     | Trochetia boutoniana                                     | Hi ha imatge de la planta, no de la flor. | Malvaceae       | 12 de març de 1992                                                                        |
| Mèxic                          | Flor nacional                                                   | Dàlia                   | Dahlia (Acocoxóchitl, Acocotli, Xicamiti, Cohuanenepilii, Hichipoztle)                                      | Dahlia (gènere)                                          |                                           | Compositae      | 1963                                                                                      |
| Nepal                          | Flor nacional                                                   |                         | Rhododendron arboreum (Laali Guraansh)                                                                      | Rhododendron arboreum                                    |                                           | Ericaceae       | 1962                                                                                      |
| Nicaragua                      | Flor nacional                                                   |                         | Plumeria rubra (Sacuanjoche)                                                                                | Plumeria rubra                                           |                                           | Apocynaceae     | 17 d'agost de 1971                                                                        |
| Nigeria                        | Flor nacional                                                   |                         | Costus spectabilis                                                                                          | Costus spectabilis                                       |                                           | Costaceae       | 1 d'octubre de 1960                                                                       |
| Nova Zelanda                   | Emblema nacional no oficial però amb cert reconeixement oficial |                         | - | Cyathea dealbata                                         |                                           | Cyatheaceae     | No hi ha declaració però es considera que és un emblema nacional des de la dècada de 1880 |
| Pakistan                       | Flor nacional                                                   | Gessamí                 | Jasminum | Jasminum                                                 |                                           | Oleaceae        | Desconeguda                                                                               |
| Panamà                         | Flor nacional                                                   |                         | Peristeria elata (Flor del Espiritu Santo)                                                                  | Peristeria elata                                         |                                           | Orchidaceae     | 21 d'octubre de 1980                                                                      |
| Perú                           | Flor nacional                                                   |                         | Cantua buxifolia (Cantuta)                                                                                  | Cantua buxifolia                                         |                                           | Polemoniaceae   | Agost de 2018                                                                             |
| Saint Christopher i Nevis      | Flor nacional                                                   | Ponciana reial          | Delonix regia (Poinciana, Flamboyant)                                                                       | Delonix regia                                            | D                                         | Leguminosae     | Setembre de 1983                                                                          |
| Saint Lucia                    | Flor nacional                                                   | Rosa                    | Rosa | Rosa (gènere)                                            |                                           | Rosaceae        | Setembre de 1985                                                                          |
| Saint Lucia                    | Flor nacional                                                   | -                       | Gomphrena                                                                                                   | Possiblement Gomphrena globosa                           |                                           | Amaranthaceae   | Setembre de 1985                                                                          |
| Saint Vincent i les Grenadines | Flor nacional                                                   |                         | Spachea perforata (Soufriere Tree)                                                                          | Spachea elegans                                          |                                           | Malpighiaceae   | Desconeguda                                                                               |
| El Salvador                    | Flor nacional                                                   |                         | Yucca filifera (Flor de Izote)                                                                              | Yucca filifera                                           |                                           | Asparagaceae    | 21 de desembre de 1995                                                                    |
| Samoa                          | Flor nacional                                                   |                         | Alpinia purpurata (Teuila)                                                                                  | Alpinia purpurata                                        |                                           | Zingiberaceae   | Desconeguda                                                                               |
| Seychelles                     | Flor nacional                                                   |                         | Angraecum eburneum (Payanke, Tropic Bird Orchid)                                                            | Angraecum eburneum                                       |                                           | Orchidaceae     | Desconeguda                                                                               |
| Singapur                       | Flor nacional                                                   | Orquídia de Singapur    | Vanda 'Miss Joaquim'                                                                                        | Vanda Miss Joaquim                                       |                                           | Orchidaceae     | 15 d'abril de 1981                                                                        |
| Sri Lanka                      | Flor nacional                                                   |                         | Nymphaea nouchali (Nil Mahanel)                                                                             | Nymphaea nouchali                                        |                                           | Nymphaeaceae    | 26 de febrer de 1986                                                                      |
| Sud-àfrica                     | Flor nacional                                                   |                         | Protea cynaroides                                                                                           | Protea cynaroides                                        |                                           | Proteaceae      | 1975                                                                                      |
| Surinam                        | Flor nacional                                                   |                         | Fajalobi | Possiblement Ixora coccinea                              |                                           | Rubiaceae       | Desconeguda                                                                               |
| Tailàndia                      | Flor nacional                                                   | Canyafístula            | Cassia fistula (Ratchaphruek, Khun)                                                                         | Cassia fistula                                           |                                           | Leguminosae     | 26 d'octubre de 2001                                                                      |
| República de la Xina           | Flor nacional                                                   | Albercoquer japonès     | Prunus mume                                                                                                 | Prunus mume                                              |                                           | Rosaceae        | 21 de juliol de 1964                                                                      |
| Trinidad i Tobago              | Flor nacional                                                   |                         | Warszewiczia coccinea (Chaconia, Pride of Trinidad and Tobago, Wild Poinsettia)                             | Warszewiczia coccinea                                    |                                           | Rubiaceae       | 1962                                                                                      |
| Veneçuela                      | Flor nacional                                                   |                         | Cattleya mossiae (Flor de Mayo)                                                                             | Cattleya mossiae                                         |                                           | Orchidaceae     | 23 de maig de 1951                                                                        |
| Xile                           | Flor simbòlica de la nacionalitat xilena                        |                         | Lapageria rosea (Copihue)                                                                                   | Lapageria rosea                                          |                                           | Philesiaceae    | 24 de febrer de 1977                                                                      |
| Zimbàbue                       | Flor nacional                                                   |                         | Gloriosa superba (Amakukhulume, Kajongwe)                                                                   | Gloriosa superba                                         |                                           | Colchicaceae    | 1960 (com a Rhodèsia)                                                                     |